# 李承祖 (三臺)
李承祖（？年—1929年），三臺人，由光緒十五年己丑恩科四川鄉試第五十名舉人，光緒三十一年十月選任鄰水縣教諭，後以大挑二等鹽大使分發長蘆嚴鎭鹽塲知事（嚴鎮場鹽課司大使），民國後返鄉，1929年病逝。